# Brigitte Graune
Brigitte Graune (* 14. März 1961 in Varste) ist eine ehemalige deutsche Speerwerferin.
Sie wurde 1982 bundesdeutsche Juniorenmeisterin. Im Erwachsenenbereich war sie zweimal Dritte und einmal Zweite, ehe sie 1989 und 1990 die Deutsche Meisterschaft gewinnen konnte. Sie gewann bei der Universiade 1987 die Bronzemedaille und 1989 die Silbermedaille. Im selben Jahr wurde sie beim Europacup in Gateshead Zweite und beim Weltcup in Barcelona, für die Mannschaft Europas startend, Vierte. Bei den Europameisterschaften 1990 in Split erreichte sie den elften Platz.
Graune hatte eine persönliche Bestweite von 64,94 Meter, geworfen 1989 in Dortmund. Die in Schwarme aufgewachsene Sportlerin startete für die LG Kreis Verden (1975–80), den ASV Köln (1981–85) und die LG Bayer Leverkusen (ab 1986).